# Skiffersolitärtrast
Skiffersolitärtrast (Myadestes unicolor) är en fågel i familjen trastar inom ordningen tättingar.

## Utseende
Skiffersolitärtrasten är en relativt stor (19–20,5 cm) solitärtrast med mörkt skiffergrå ovansida och något ljusare undersida. På vingarna syns svartare handpenneteckare och beigekantade svarta handpennor som skapar en brun fläck på sittande fågel. Karakteristiskt är också vitgrå yttre stjärttäckare och en bruten vitaktig ring kring ögat. Näbben är mörk, benen gula.

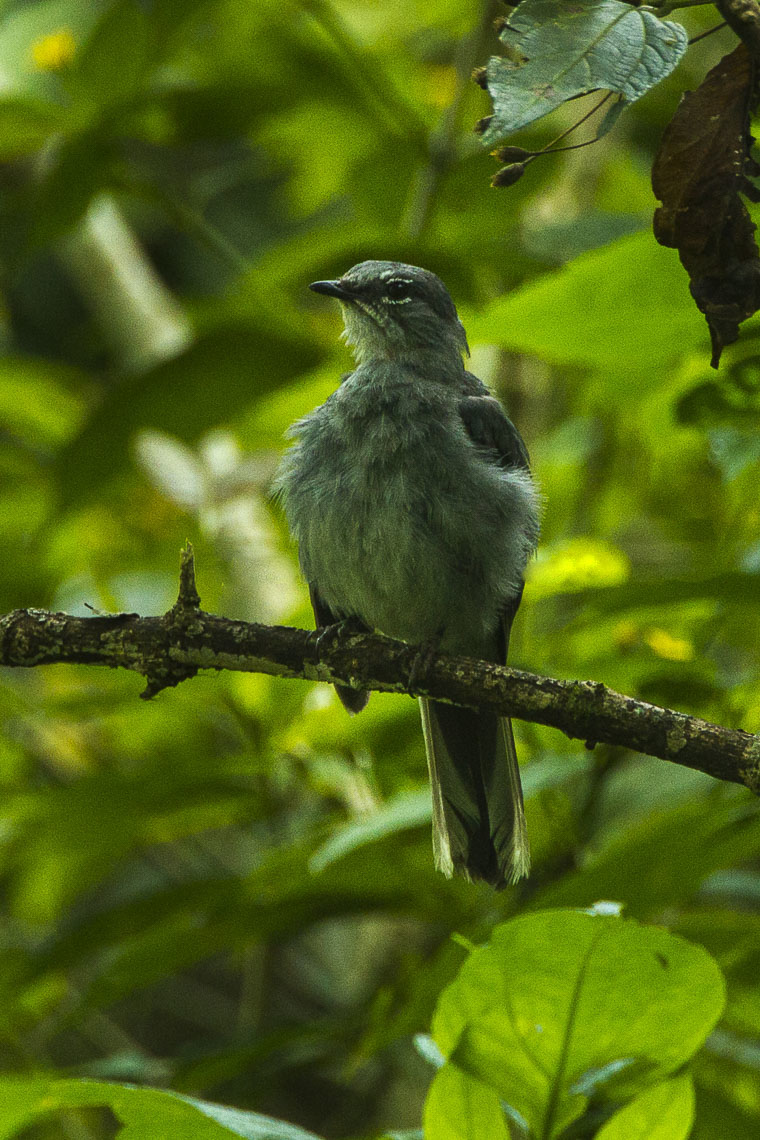

## Läte
Skiffersolitärtrastens sång är synnerligen eterisk och nästan spöklik, ofta tveksamt inledd för att senare övergång i en varierad serie med klara eller darrande flöjtande visslingar, ofta innehållande eller avslutad med en drill. Bland lätena hörs hårda och nasala "rrank" eller strävare "zzrink".

## Utbredning och systematik
Skiffersolitärtrast förekommer i Centralamerika och behandlas antingen som monotypisk eller delas in i två underarter med följande utbredning:
- Myadestes unicolor unicolor – södra Mexiko till Guatemala och norra Honduras
- Myadestes unicolor pallens – norra och centrala Nicaragua

Den tros vara närmast släkt med mexikansk solitärtrast.

## Levnadssätt
Fågeln hittas i fuktiga bergsskogar rika på lavar och mossor, på mellan 780 och 2700 meters höjd. Den har noterats häcka i april i Mexiko. Boet byggs av mossa och placeras på marken på kanten av en ravin. Däri lägger den två till tre vitaktiga ägg med rödbruna teckningar.

## Status och hot
Arten har ett stort utbredningsområde och en stor population, men tros minska i antal, dock inte tillräckligt kraftigt för att den ska betraktas som hotad. Internationella naturvårdsunionen IUCN listar därför arten som livskraftig (LC).